# Важка атлетика на літніх Олімпійських іграх 1984
Змагання з важкої атлетики на літніх Олімпійських іграх 1984 тривали з 29 липня до 8 серпня в {Павільйоні Ґерстен. Змагалися тільки чоловіки. Розіграно 10 комплектів нагород. Бойкот літніх Олімпійських ігор 1984 з боку країн східного блоку означав, що на ці Ігри не приїхали спортсмени найсильніших важкоатлетичних країн, а саме СРСР і Болгарії. А це відкрило великі можливості іншим збірним.

## Медальний залік
| Дисципліни                    | Золото                                   | Срібло                    | Бронза                                |
| ----------------------------- | ---------------------------------------- | ------------------------- | ------------------------------------- |
| Найлегша вага –52 кг          | Цзен Ґоцян · Китай                       | Чжоу Пейшунь · Китай      | Кадзушіто Манабе · Японія             |
| Легша вага 52–56 кг           | У Шуде · Китай                           | Лай Жуньмін · Китай       | Масахіро Котака · Японія              |
| Напівлегка вага 56–60 кг      | Чень Вейцян · Китай                      | Джелу Раду · Румунія      | Цай Веньї · Китайський Тайбей         |
| Легка вага 60–67,5 кг         | Яо Цзин'юань · Китай                     | Андрей Сокач · Румунія    | Йоуні Ґренман · Фінляндія             |
| Середня вага 67,5–75 кг       | Карл-Гайнц Радшинскі · Західна Німеччина | Жак Демерс · Канада       | Драгомір Чорослан · Румунія           |
| Напівважка вага 75–82.5 kg    | Петре Бекеру · Румунія                   | Роберт Каббас · Австралія | Рьоджі Ісаока · Японія                |
| Середня важка вага 82,5–90 кг | Ніку Влад · Румунія                      | Петре Думітру · Румунія   | Петер Ґеддес · Велика Британія        |
| Перша важка вага 90–100 кг    | Рольф Мільзер · Західна Німеччина        | Васіле Гроапе · Румунія   | Пекка Ніємі · Фінляндія               |
| Важка вага 100–110 кг         | Норберто Обербургер · Італія             | Штефан Ташнаді · Румунія  | Ґай Карлтон · США                     |
| Суперважка вага понад 110 кг  | Дін Лукін · Австралія                    | Маріо Мартінес · США      | Манфред Нерлінґер · Західна Німеччина |

## Таблиця медалей
| Місце               | Країна                  | Золото | Срібло | Бронза | Загалом |
| ------------------- | ----------------------- | ------ | ------ | ------ | ------- |
| 1                   | Китай (CHN)             | 4      | 2      | 0      | 6       |
| 2                   | Румунія (ROU)           | 2      | 5      | 1      | 8       |
| 3                   | ФРН (FRG)               | 2      | 0      | 1      | 3       |
| 4                   | Австралія (AUS)         | 1      | 1      | 0      | 2       |
| 5                   | Італія (ITA)            | 1      | 0      | 0      | 1       |
| 6                   | США (USA)               | 0      | 1      | 1      | 2       |
| 7                   | Канада (CAN)            | 0      | 1      | 0      | 1       |
| 8                   | Японія (JPN)            | 0      | 0      | 3      | 3       |
| 9                   | Фінляндія (FIN)         | 0      | 0      | 2      | 2       |
| 10                  | Велика Британія (GBR)   | 0      | 0      | 1      | 1       |
| 10                  | Китайський Тайбей (TPE) | 0      | 0      | 1      | 1       |
| Загалом (11 збірна) | Загалом (11 збірна)     | 10     | 10     | 10     | 30      |